# Eygalières
Eygalières (in occitano Aigalieras o Eigaliero) è un comune francese di 1 811 abitanti situato nel dipartimento delle Bocche del Rodano della regione della Provenza-Alpi-Costa Azzurra.

## Società

### Evoluzione demografica
Abitanti censiti